# 中国经济导报
《中国经济导报》，简称CEH ，有时候也译作China Economics Guideline，是一份由中华人民共和国国家发展和改革委员会主管、其直属事业单位中国发展改革报社主办的在中国国内外公开发行的综合性经济类报纸。
《中国经济导报》的前身为《信息周报》，创刊于1994年1月7日，1995年4月8日更名为《中国经济导报》，由陈锦华撰写“发刊词”。
作家毕淑敏曾在《中国经济导报》上发表了一篇名为《1.7亿只碟子》的随笔，演变成对中美贸易的讨论。电子版 官网

## 沿革
中国发展改革报社是经中央编办批复成立、国家发展改革委直属的事业单位，2021年11月由中国经济导报社、中国改革报社整合组建而成。主要职责是主办《中国经济导报》、《中国改革报》、《中国战略新兴产业》杂志、《中国信用》杂志，以及中国发展网、改革网等，宣传报道国家发展改革重大工作部署，发布经济发展动向、经济改革方面的信息。